# روبرتا
روبرتا (بالإنجليزية: Roberta, Georgia)‏ هي مدينة تقع في مقاطعة كراوفورد، جورجيا بولاية جورجيا في الولايات المتحدة. تبلغ مساحة هذه المدينة 3.8 (كم²)، وترتفع عن سطح البحر 154 م، بلغ عدد سكانها 808 نسمة في عام 2010 حسب إحصاء مكتب تعداد الولايات المتحدة.

## أعلام
- كيني ووكر
- جورج وين

## وصلات خارجية
- Cities & Counties - Georgia.gov